# Fijigräsfågel
Fijigräsfågel (Cincloramphus rufus) är en fågel i familjen gräsfåglar inom ordningen tättingar. Den förekommer endast på två öar i Stilla havet. Det globala beståndet är mycket litet och arten anses därför vara starkt hotad.

## Utseende och läte
Fijigräsfågeln är en långstjärtad, 17 centimeter lång sångare. Ovansidan är varmbrun med ett distinkt och långt silverfärgat ögonbrynsstreck. På undersidan kontrasterar vit strupe med röd- eller gulbruna bröstsidor och flanker som övergår till smutsvitt på buken. Näbben är medellång och svart, benen rätt långa och blåaktiga. Sången består av upprepade korta högljudda melodiska fraser, medan varningslätet är ett distinkt bubblande.

## Utbredning och systematik
Fijigräsfågel förekommer i Fiji och delas in i två underarter med följande utbredning:
- rufus – Viti Levu
- cluniei – Vanua Levu

### Släktestillhörighet
Fijigräsfågeln placeras traditionellt som enda art i släktet Trichocichla, men förs ofta till Megalurulus. DNA-studier från 2018 visar dock att arterna i Megalurulus inte är varandras närmaste släktingar utan bildar en klad tillsammans med lärksångarna i Cincloramphus, fijigräsfågeln, timorgräsfågeln (Buettikoferella) samt rostgräsfågeln och papuagräsfågeln från Megalurus. Författarna till studien rekommenderar att alla dessa placeras i Cincloramphus som har prioritet, och denna hållning följs här.

### Familjetillhörighet
Gräsfåglarna behandlades tidigare som en del av den stora familjen sångare (Sylviidae). Genetiska studier har dock visat att sångarna inte är varandras närmaste släktingar. Istället är de en del av en klad som även omfattar timalior, lärkor, bulbyler, stjärtmesar och svalor. Idag delas därför Sylviidae upp i ett flertal familjer, däribland Locustellidae.

## Levnadssätt
Alla sentida fynd har gjorts nära små vattendrag i gammal skog mellan 80 och 800 meters höjd, oftast på branta sluttningar med tät undervegetation som vuxit upp efter jordskred. Par och familjegrupper födosöker obemärkt nära marken och arten upptäcks bäst genom sin sång.

## Status och hot
Arten var länge känd från fyra gamla exemplar och en handfull obekräftade rapporter från Viti Levu och ett fynd från Vanua Levu 1974. Under efterforskningar 2002–2005 hittades den dock på ett antal lokaler på Viti Levu, där den lokalt var vanlig i idealisk miljö, men förekom väldigt fläckvist. Efterforskningar på Vanua Levu efter taxonet clunei har dock ännu inte gett något, trots att lokalbefolkningen där känner till fågelns läte. Världspopulationen uppskattas idag till 50–250 individer och beståndet tros vara stabilt. Även om fijigräsfågeln bara är känd från enstaka lokaler är i stort sett alla i brant terräng som inte är lämplig för vare sig skogsbruk eller jordbruk. Internationella naturvårdsunionen IUCN kategoriserar arten som starkt hotad med tanke på dess lilla population.

## Namn
Fågelns vetenskapliga artnamn rufus betyder "rödbrun".